# Căn cứ không quân chiến thuật thứ 31
Căn cứ không quân chiến thuật thứ 31 (tiếng Ba Lan: 31 Baza Lotnictwa Taktycznego - 31. BLoT) là đơn vị quân sự lớn nhất của Không quân Ba Lan. Đơn vị được tạo ra vào năm 2008 là kết quả của sự hợp nhất của ba đơn vị trước đó: Căn cứ không quân 31, Phi đội chiến thuật 3 và Phi đội chiến thuật 6. Đơn vị vận hành hai phi đội máy bay chiến đấu F-16 C / D (16 máy bay trong mỗi phi đội). Hiện chỉ vận hành máy bay chiến đấu F-16.
Trước đây là căn cứ không quân 31 (tiếng Ba Lan: 31. Baza Lotnicza Baza Lotnicza) đã được tổ chức như một căn cứ Không quân Ba Lan, nằm ở Krzesiny, một phần của quận Nowe Miasto của Poznań. Đây là căn cứ đầu tiên để tổ chức hoạt động cho các máy bay chiến đấu F-16 được mua gần đây. Cơ sở được chính thức thành lập vào ngày 31 tháng 12 năm 2000.

## Phi đội chiến thuật thứ 3
Phi đội chiến thuật thứ 3 trước đây vốn là một phần của căn cứ không quân thứ 31 kể từ ngày 31 tháng 12 năm 2000.

## Phi đội chiến thuật thứ 6
Phi đội chiến thuật số 6 trước đây được biết đến với tên gọi Trung đoàn hàng không máy bay ném bom số 6 (6 Pułk Lotnictwa Myśliwsko-Bombowego) (1982-1998) và Phi đội Không quân Chiến thuật thứ 6 (6 Eskadra Lotnictwa Taktycznego) (2000 -2008)

## Căn cứ không quân
Căn cứ không quân 31 là một đơn vị hậu cần, hỗ trợ toàn diện cho việc huấn luyện và tác chiến của tất cả các đơn vị không quân cư trú trên khu vực căn cứ. Nó hỗ trợ cho các đơn vị không quân được triển khai đến căn cứ cho các nhiệm vụ trong thời bình, trong tình trạng khẩn cấp hoặc trong các tình huống chiến tranh. Nó cũng hỗ trợ hậu cần cho các đơn vị khác được triển khai vĩnh viễn hoặc tạm thời cho căn cứ, cũng như các nhiệm vụ SAR, CSAR và CAP.

## Trang thiết bị

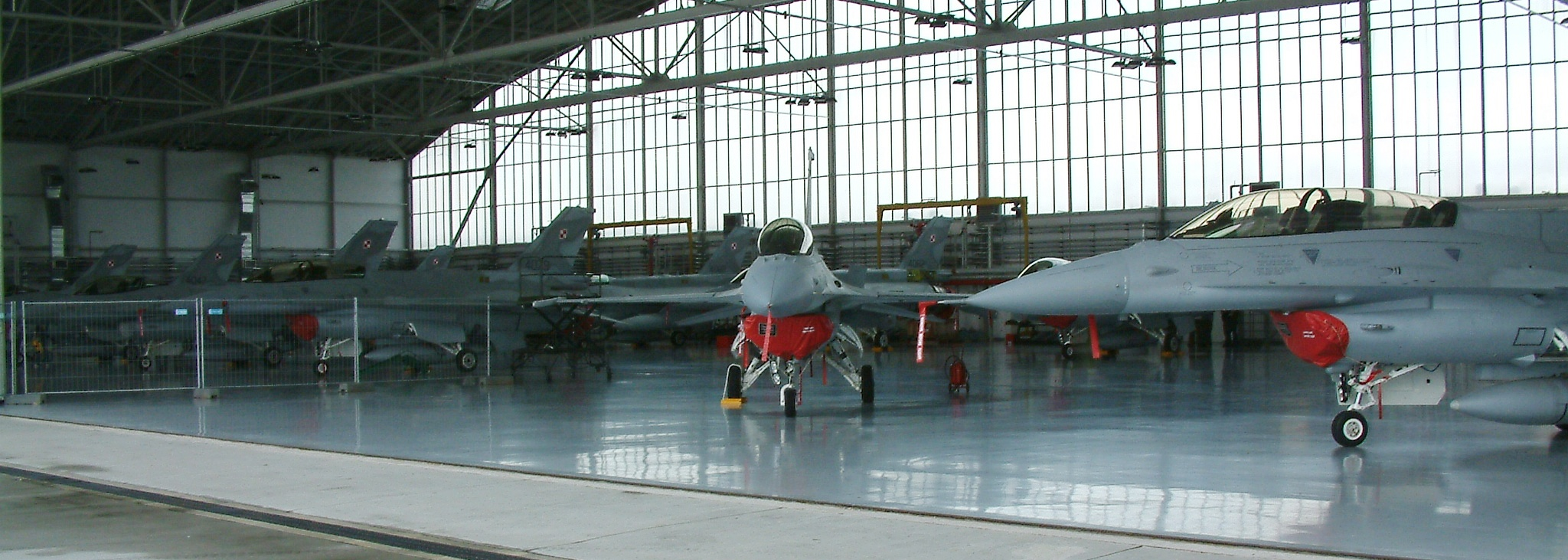
F-16 C / D trong nhà chứa máy bay

| Phi cơ                          | Gốc              | Kiểu                                 | Phục vụ |
| ------------------------------- | ---------------- | ------------------------------------ | ------- |
| Lockheed Martin F-16C block +52 | Hoa Kỳ           | Máy bay phản lực đa năng             | 23      |
| Lockheed Martin F-16D block +52 | Hoa Kỳ           | Máy bay phản lực đa năng             | 9       |
| Mil Mi-2                        | Ba Lan · Liên Xô | Máy bay trực thăng tiện ích hạng nhẹ | 2       |

52°19′49,09″B 16°57′55,37″Đ / 52,31667°B 16,95°Đ